# Бонвало, Габриэль

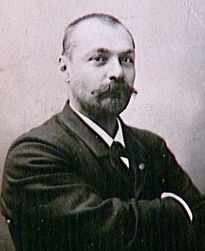
Габриэль Бонвало

Пьер Габриэль Эдуард Бонвало (13 июля 1853 года — 10 декабря 1933 года) — французский исследователь Центральной Азии и Тибета. Бонвало родился в коммуне Эпань в департаменте Об во Франции в семье Пьера Бонвало и Луизы-Фелиции де Жарден. Школу будущий исследователь посещал в Труа.

## Экспедиции в 1880—1887 годах
В 1880—1882 годах он посетил часть Центральной Азии, находившуюся под контролем Российской империи, и вернулся во Францию через Бухару, Каспийское море и Кавказ. Его путешествия финансировались Министерством образования Франции. В 1886 году он отправился в Центральную Азию вместе с Гийомом Капусом, ботаником и этнографом, и художником Альбером Пепином.
Отправившись из Ташкента в 1886 году, они двинулись к границе с Афганистаном. Зиму они переждали в Самарканде, пытаясь найти путь, который дал бы им возможность пересечь Памир с севера на юг и достигнуть Китая. Как европеец, Бонвало относился свысока к местным жителям и использовал угрозы и силу, чтобы заполучить снаряжение, припасы, вьючных животных и носильщиков. Он пересек Памир, Читрал, где задержался более чем на месяц, и Каракорум, пока не достиг Кашмира. За эту экспедицию исследователь был награждён Французским географическим обществом в Париже.

## Экспедиция 1889 года
В 1889 году Бонвало возглавил экспедицию на Тибет, которую финансировали герцог Шартрский Роберт и его сын, принц Анри Орлеанский.
Первоначальный план Бонвало состоял в том, чтобы пересечь Азию и достигнуть Тонкина во Французском Индокитае. Европу и Россию он хотел пересечь на поезде, а затем продолжить путь пешком и верхом до границы с Китайским Туркестаном. Исследователь хотел быть первым европейцем, пересекшим пустыни Гоби и Лоб-Нор. Затем он хотел подняться на Тибетское плато и попытаться попасть в Лхасу, закрытую тогда для чужеземцев. Далее его план предполагал пройти 1700 км по Восточному Тибету, чтобы добраться до Юньнаня и уже оттуда — к реке Меконг и так до Индокитая. В итоге его экспедиция должна была пройти 9500 км, в том числе по местностям, ещё неисследованным европейцами. Бонвало сопровождал в своих путешествиях бельгийский миссионер, отец Констант де Декен, который присоединился к экспедиции в Джаркенте (Туркестан), и Анри Орлеанским, помогавшим в качестве фотографа и ботаника.
Начало экспедиции прошло в относительно комфортных условиях, путешествие не представляло трудности, пока они не достигли границы между Россией и Китайским Туркестаном. Экспедиция вступила на территорию, находившуюся под контролем Китая, и двинулась дальше, пройдя через Тянь-Шань, Таримскую впадину и Лоб-Нор. Зиму они затем вынуждены были провести в Тибете. Члены экспедиции Бонвало опять принудили местное население снабжать их лошадями и проводниками и даже угрожали местному руководителю тюремным сроком. По дороге они были задержаны местными чиновниками. Доступ в Лхасу исследователи так и не получили, после долгих переговоров экспедиция разрешили лишь продолжить свой путь к восточным границам Тибетского плато. В июне они в конце концов достигли Кандина, а уже в сентябре 1890 года — Ханоя.

## Последующая карьера
Габриэль Бонвало хотел своими экспедициями, финансируемыми французским правительством, продемонстрировать могущество Франции. После поездки в Алжир в 1893 году Бонванло обратился к национализму и стал ярым сторонником ультраправых организаций и французских колониалистов. В 1894 году он основал свою проколониалистскую организацию. В 1898 году он предпринял экспедицию в Эфиопию и присоединился к экспедиции Маршана в Фашоду. Но из-за неуспешных переговоров с эфиопским императором, Менеликом II, Бонвало покинул экспедицию до того как она достигла Судана. Он в качестве депутата от Парижа работал в Парламенте Франции в 1902—1906 годах. С 1912 по 1920 год Бонвало был мэром Бриен-ле-Шато в своем родном департаменте Об. Умер в Париже 10 декабря 1933 года.